# Michał Działoszyński
Michał Działoszyński (19. září 1817 Pužnyky – 29. května 1867) byl rakouský politik polské národnosti z Haliče, v 2. polovině 19. století krátce poslanec Říšské rady.

## Biografie
Narodil se v obci Pužnyky z okrese Bučač ve východní Haliči. Zde byl statkářem.
Byl aktivní i politicky. 1. února 1867 byl zvolen na Haličský zemský sněm za kurii venkovských obcí v obvodu Monastyryska, Bučač. Zemský sněm ho následně 2. března 1867 zvolil i do Říšské rady (tehdy ještě volené nepřímo) za kurii venkovských obcí v Haliči. V Říšské radě ale poslaneckou práci fakticky nezahájil, protože již v květnu 1867 zemřel.